# Тактильное покрытие

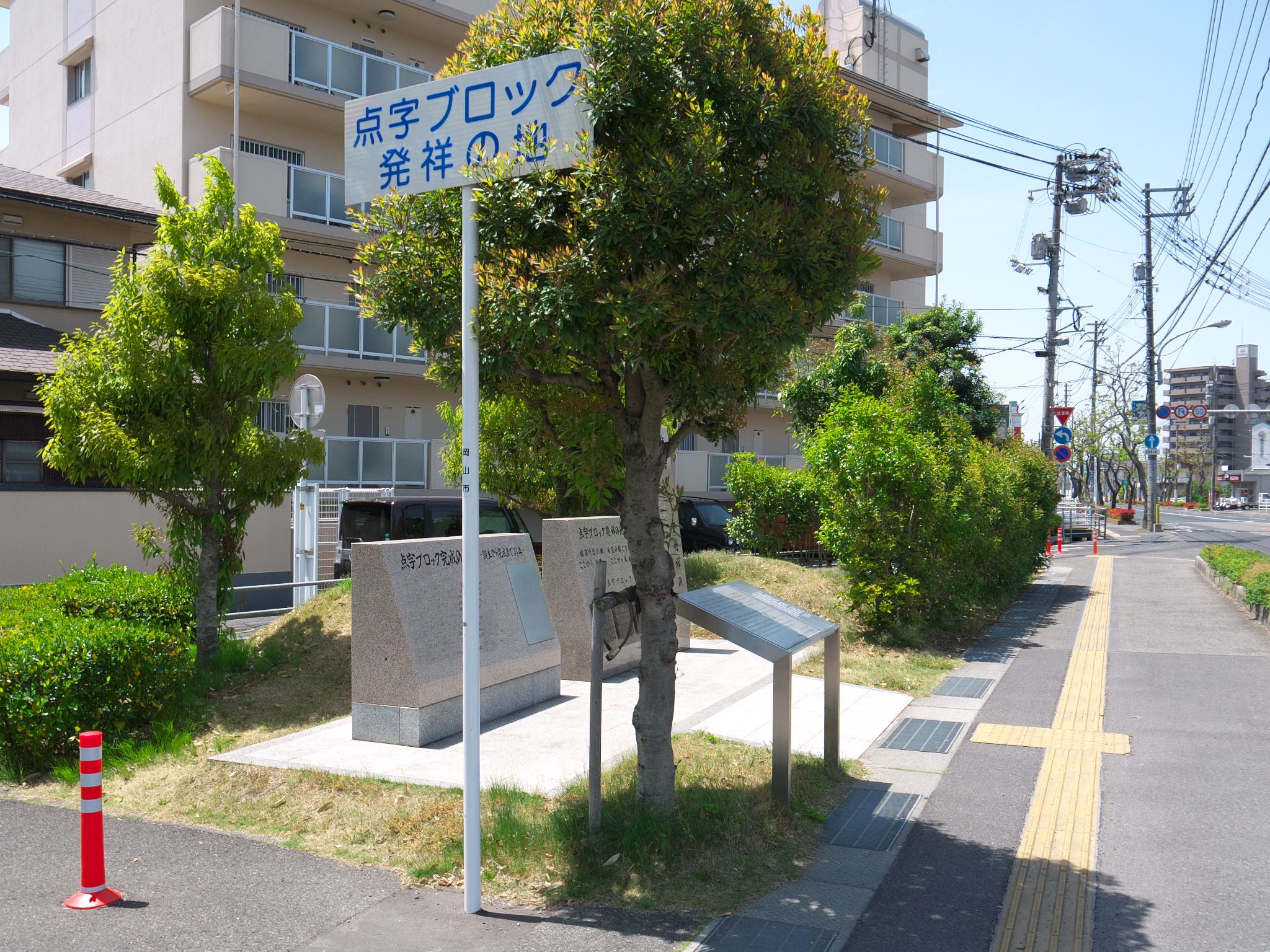
Место первой установки «блоков Брайля» (4-16-53 Хараосима, район Нака, город Окаяма).

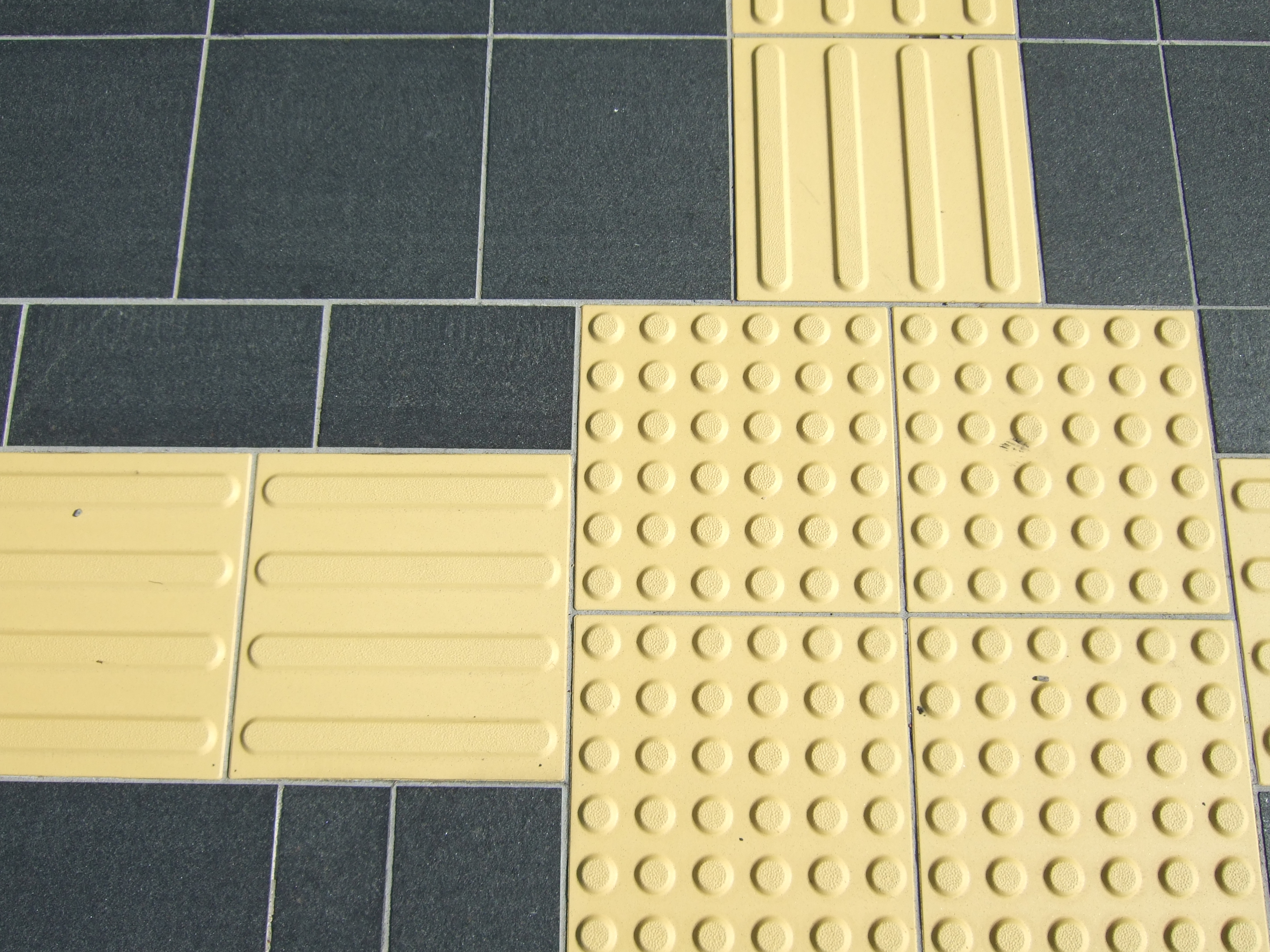
Блоки Брайля.

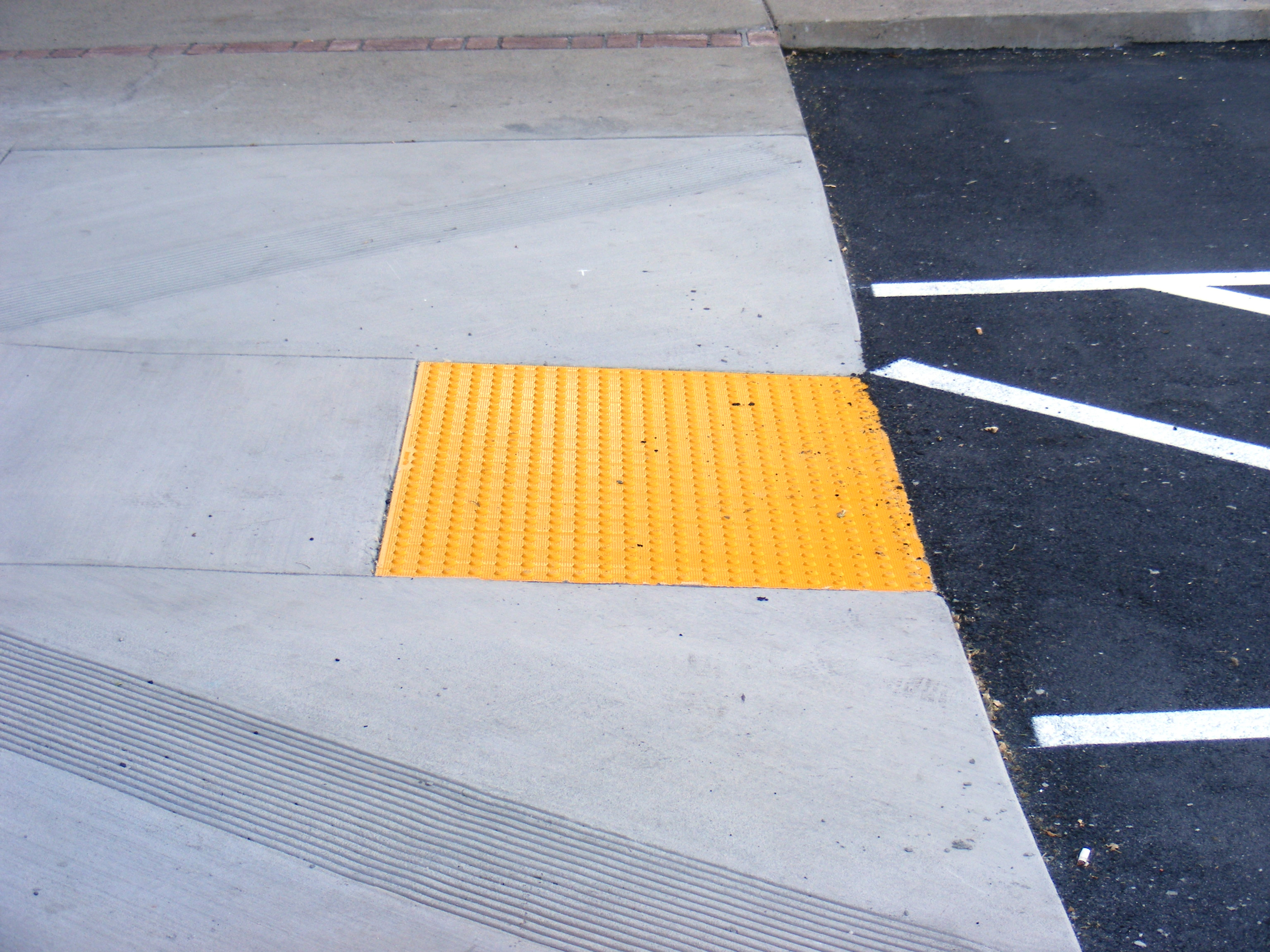
Блок Брайля на стоянке.

Тактильное покрытие (также называемое Тактильное мощение, Блоки Брайля, Тактильная плитка, Плитка для слабовидящих, Блоки Тэндзи) — представляет собой систему текстурированного индикатора поверхности земли, расположенного на тротуарах, пешеходных переходах, лестницах, платформах железнодорожных станций и остановочных пунктов, для помощи ориентации в пространстве пешеходам с нарушением зрения.
Тактильные предупреждения обеспечивают характерный рисунок поверхности в виде либо выпуклых параллельно идущих линий, либо в виде выпуклых точек, которые обнаруживаются человеком страдающим нарушением зрения с помощью длинной трости или ногами. Данная система используются для оповещения слабовидящих о приближающихся улицах и опасных изменениях поверхности или уклонов.
В сообществе разработчиков и пользователей существует разногласие относительно того, может ли установка этой системы внутри зданий вызвать опасность споткнуться о неё.
Система тактильного покрытия была изобретена в Японии в 1965 году и впервые введена 1967 году на пешеходных переходах и в других опасных дорожных местах Японии. В Великобритании, Австралии и Соединенных Штатах стали вводить данную систему в начале 1990-х годов. Канада начала включать её в свою транспортную систему сначала в 1990-х годах, а затем расширила её использование в начале 2000-х годов. Россия начала вводить эту систему с 2011 года.

## История

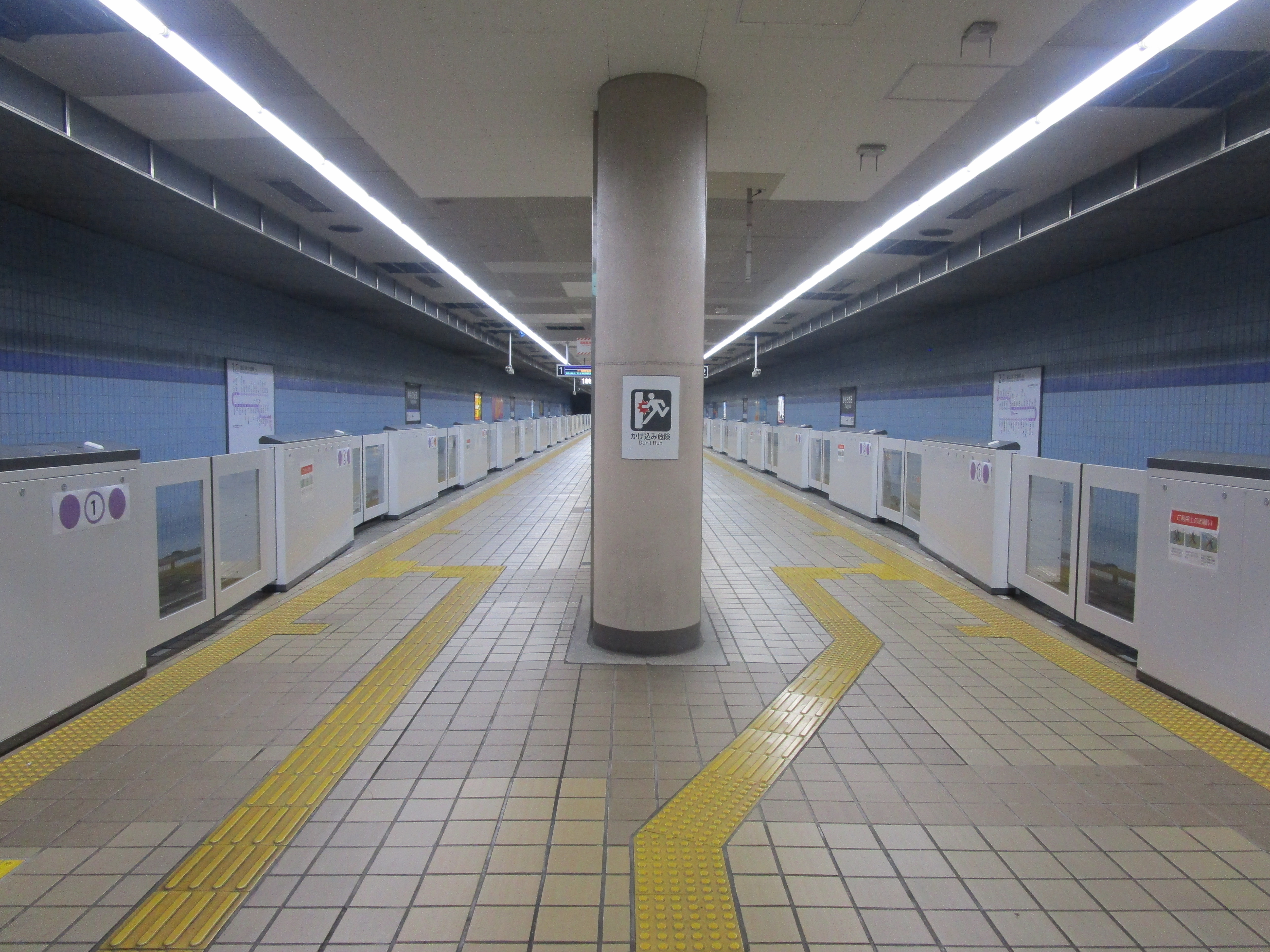
Япония была одним из пионеров по внедрению тактильного покрытия (Станция Нагояко с уложенными «блоками Брайля» и установленными автоматическими платформенными воротами в метро Нагои).

Тактильное покрытие было разработано японским инженером и изобретателем Миякэ Сэйити (яп. 三宅精一) в 1965 году и названо им «блоком Брайля». Два года спустя, 18 марта 1967 года, на улице в городе Окаяма перед государственной школой для слепых префектуры Окаяма расположенной по адресу район Нака, 4-16-53 Хараосима, возле японской дороги национального значения № 250 были впервые в мире установлены «блоки Брайля» для помощи ориентации в пространстве людям с нарушениями зрения. Яркий цвет «блоков Брайля» виден людям с плохим зрением и когнитивными нарушениями.
Десять лет спустя, благодаря своим преимуществам безопасности и навигации, использование тактильного покрытия стало обязательным в Японской национальной железной дороге. Тактильное покрытие быстро распространились после его принятия Японскими национальными железными дорогами. В 1985 году система была официально названа «Блоки навигации для слабовидящих» (視覚障害者誘導用). Существует два основных типа тактильного покрытия: «линейный направляющий блок», в котором выпуклые параллельно идущие линии, расположенные на блоке, показывают направление движения, и «точечный предупреждающий блок», в котором выпуклые точки расположенные на блоке предупреждают об опасности дальнейшего движения. Существует параллельное расположение (квадратное расположение, решетчатое расположение) и шахматное расположение (диагональное расположение) выпуклых точек в «точечно предупреждающем блоке». Кроме того, количество выступов «линейного направляющего блока» может составлять три, пять, и т. д. В некоторых странах могут использоваться блоки специальной формы, так в Швеции, чтобы избежать влияния работ по уборке снега, вместо выпуклых выступов можно использовать вогнутые.
Многие виды тактильного покрытия были изготовлены и установлены в качестве эксперимента. Это привело к ситуациям, которые могут сбивать с толку как людей с нарушениями зрения, так и пожилых людей. Обычно цвет плитки используется для проверки правильного направления. Если цвет необычный, может возникнуть путаница. Это привело к стандартизации системы по всей Японии.
В настоящее время использование тактильного покрытия распространяется по всему миру. Многие «блоки Брайля» были установлены на станциях метро и на тротуарах в Сеуле. Установка в Сеуле более сложная, чем в Японии, потому что поверхность различных тротуаров в Сеуле не плоская, поэтому есть много мест, где значение «блоков Брайля» не передается четко.
Тактильное покрытие было установлено на каждом объекте, который использовался на летних Олимпийских играх 2000 года в Сиднее, и широко распространилось в австралийском общественном транспорте. Данная тенденция стала распространяться в Великобритании, США и во всем мире.
Сегодня в Японии повсеместно распространены «блоки Брайля» жёлтого цвета. Они установлены в городах, посёлках и селах для помощи ориентации в пространстве людям, страдающим нарушением зрения: в административных, общественных и коммерческих зданиях и на улице вокруг них, на тротуарах вдоль проезжих частей, на пешеходных переходах, лестницах, эскалаторах, пандусах, остановках общественного транспорта, платформах железнодорожных станций и т.д. По эстетическим причинам, например, перед отелями, их цвет может быть нестандартным, чтобы соответствовать цвету дорожного покрытия или каменного пола. Иногда у «блоков Брайля» выпуклые полоски или точки изготавливаются из стали.

## Точечный предупреждающий блок

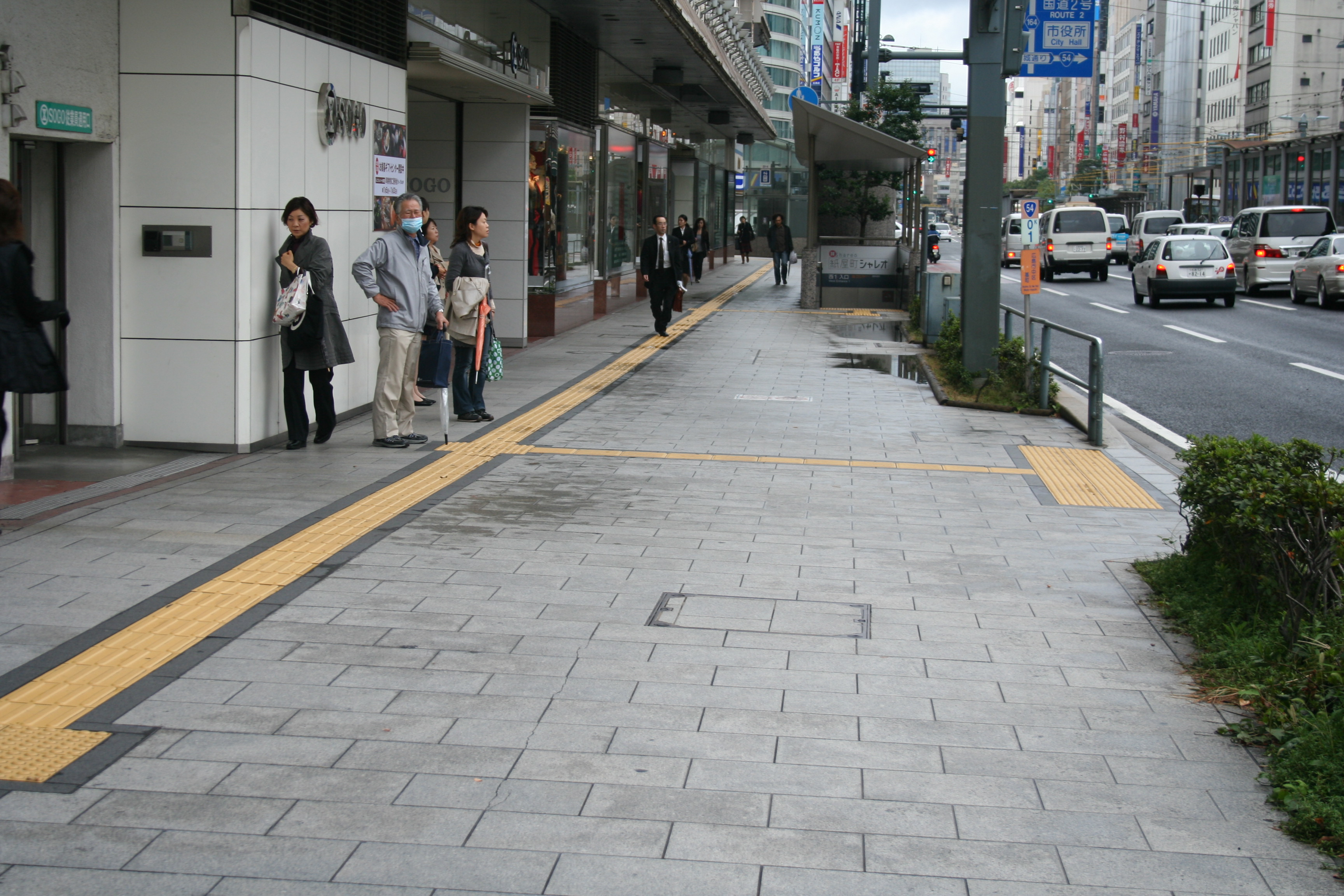
Тактильное покрытие на тротуаре в городе Хиросима.

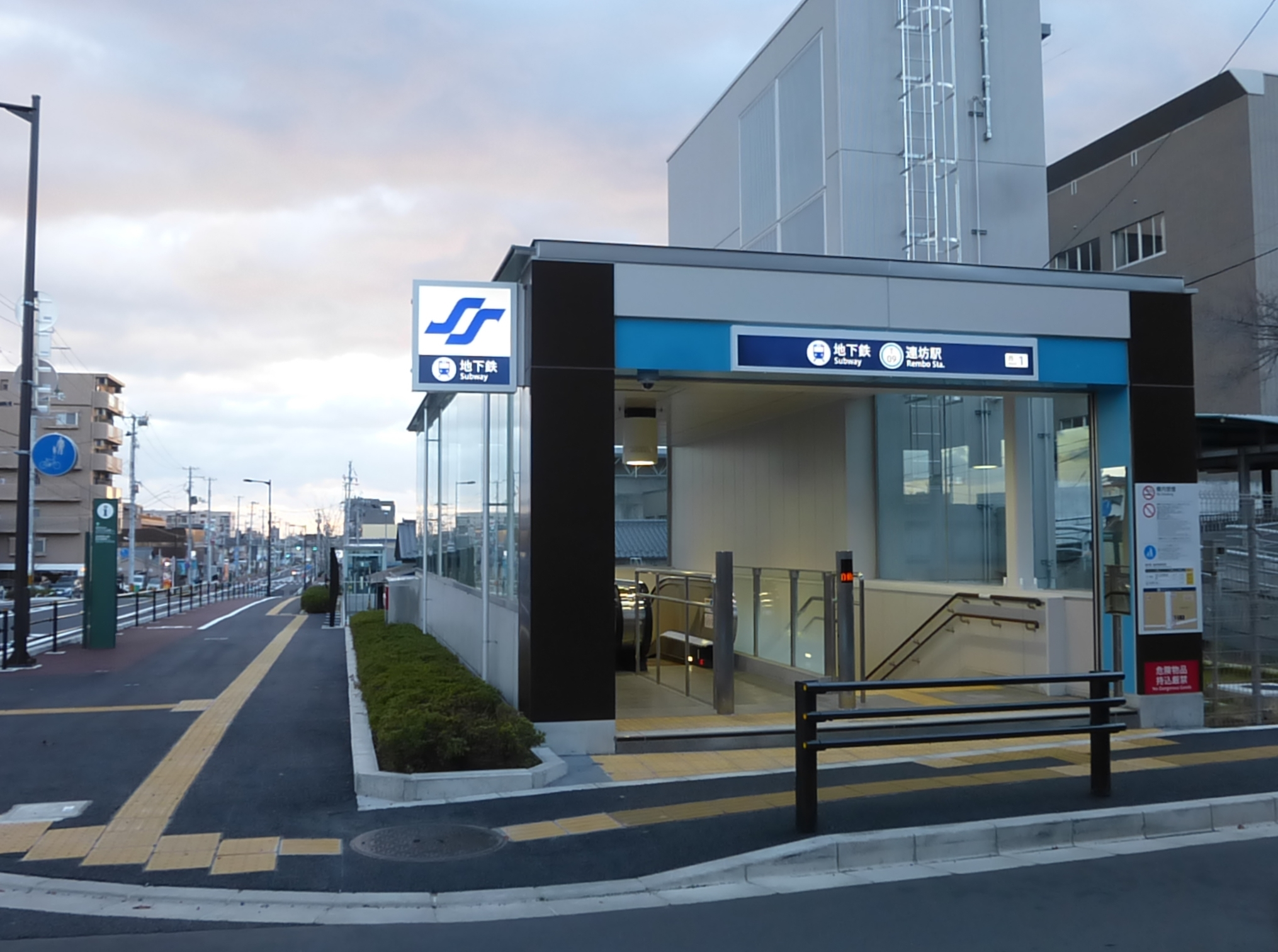
Тактильное покрытие возле станции метро Рэмбоо Сендайского метрополитена.

Эта система используется для пешеходных переходов. Назначение выпуклых точек на поверхности состоит в том, чтобы предупредить людей с нарушениями зрения о начале пешеходного перехода, которые в противном случае, при отсутствии изменения высоты более 25 мм, не могли бы различить, где заканчивается пешеходная дорожка и начинается проезжая часть. Таким образом, эта поверхность является важным элементом безопасности для этой группы участников дорожного движения в пешеходных переходах, где пешеходная дорожка находится на одном уровне с проезжей частью, чтобы маломобильные люди в инвалидных колясках могли беспрепятственно пересекать дорогу. Профиль точечных предупреждающих блоков состоит из рядов плоских выпуклых точек. Так же система точечного предупреждающего блока используется на краю железнодорожных платформ для информирования людей страдающих нарушением зрения, о том, что они приближаются к краю платформы. Точечные предупреждающие блоки могут быть изготовлены из любого подходящего материала для дорожного покрытия и могут быть любого цвета, обеспечивающего хороший контраст с окружающем фоном, чтобы помочь слабовидящим людям ориентироваться на платформе. Систему точечных предупреждающих блоков следует устанавливать на железнодорожных станциях параллельно краю платформы и на расстоянии не менее 500 мм от края платформы. Она никогда не должна устанавливаться ближе к краю платформы чем 500 мм, потому люди с нарушениями зрения могут не иметь достаточно времени, чтобы остановиться, когда они обнаружили точечные предупреждающие блоки. Так же система точечного блока используется, чтобы предупредить людей с нарушениями зрения о наличии определенных опасностей: ступеней, железнодорожных переездов или приближения к краю платформы. Чаще всего система точечных предупреждающих блоков сообщает людям с нарушениями зрения «опасность, стоп, действуйте с осторожностью». Там, где на станциях установлены платформенные раздвижные двери, точечные предупреждающие блоки устанавливаются на платформах, только в зонах доступа к поездам.
В России для обозначения регулируемого или нерегулируемого пешеходного перехода применяется линейный направляющий блок, устанавливаемый перед началом перехода на всю его ширину. При этом продольные рифы должны быть ориентированы на противоположную сторону перехода.

## Линейный направляющий блок

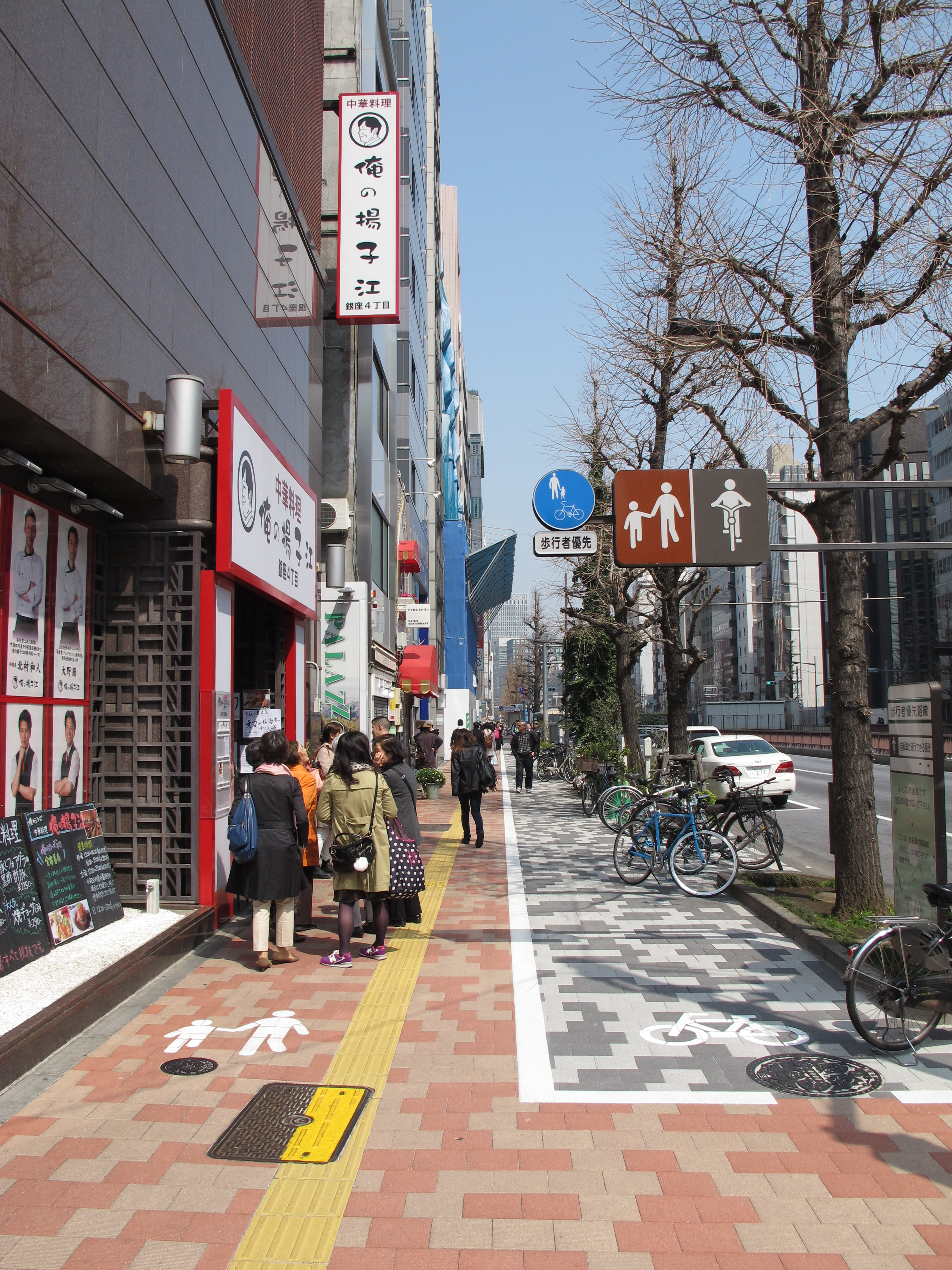
Линейные направляющие блоки установленные на тротуарах вдоль проезжих частей в Японии.

Цель этой системы состоит в том, чтобы направлять людей с нарушением зрения по безопасному маршруту, когда традиционные указатели, такие как бордюр, плохо различимы или отсутствуют. Его также можно использовать для наведения людей с нарушениями зрения, например, на уличную мебель в пешеходной зоне. Поверхность спроектирована таким образом, чтобы люди могли ориентироваться в пространстве, идя ногами по тактильному покрытию или поддерживая с ним контакт длинной белой тростью.
На блоках есть ряды выпуклых, параллельно идущих планок с плоским верхом, указывающих направление движения людям с нарушениями зрения. Полосы высотой 5.5 мм (± 0.5 мм), шириной 35 мм идут на расстоянии 45 мм друг от друга. Линейно направляющие блоки могут быть изготовлены из любого подходящего материала для дорожного покрытия и могут быть любого цвета, обеспечивающего хороший контраст с окружающем фоном, чтобы помочь слабовидящим людям ориентироваться в пространстве. Так же система линейно направляющих блоков используется там, где людям с нарушением зрения нужно ориентироваться вокруг препятствий, где нужно найти конкретное место, здание, учреждение, кабинет. Там где система линейно направляющих блоков используется так же вместе с системой точечный предупреждающий блоков на железнодорожных станциях для помощи в ориентации в пространстве на платформе людей с нарушением зрения. Она даёт людям с нарушениями зрения возможность определить, с какой стороны от системы точечных предупреждающих блоков они находиться: с внутренней безопасной стороны или внешней у самого края платформы. В данном случае блоки имеют один ряд планок с плоским верхом. Устанавливается впритык к системе точечных предупреждающих блоков с внутренней стороны платформы.

## Роль цвета и контраста
Руководство Министерства транспорта Соединенного Королевства по установке и использованию тактильного дорожного покрытия придает большое значение роли контраста. В руководстве неоднократно указывается, что тактильное покрытие для укладки следует выбирать для обеспечения сильного цветового контраста с окружающим материалом, поскольку исследования показали, что это помогает слабовидящим людям ориентироваться в пространстве. Большинство тактильных покрытий доступно в различных цветах и материалах, что позволяет легко добиться хорошего цветового контраста при соответствующем выборе тактильного покрытия.

## Япония
Хотя тактильные покрытия были впервые установлены в городе Окаяма 18 марта 1967 года и широко распространились по всей Японии, тактильные покрытия не были стандартизированы Японскими промышленными стандартами (JIS) до 2001 года. Система «блоков Брайля» постепенно распространяется из города Окаяма в Осаку и Киото. Впервые «блоки Брайля» были установлены на железнодорожной станции в 1970 году в городе Осака на станции Абикотё. Кроме того, Токийское столичное бюро автомобильных дорог также решило устанавливать данную систему, и она распространилось по всей Японии.
С конца 1990-х годов бывший Технологический центр по оценке продукции Министерства международной торговли и промышленности исследовал оптимальную форму тип тактильного покрытия и стандартизировал его в 2001 году как Японский промышленный стандарт (JIS T 9251). Кроме того, блоки Брайля распространились во многих странах из-за их полезности, но проблема заключается в том, что форма и способ укладки различаются в разных странах, и первый международный стандарт ISO 23599 был принят только в 2012 году. Линейный направляющий блоки тактильного покрытия установлены практически на всех съездах в Японии. Линейный направляющий блоки тактильного покрытия устанавливаются на тротуарах и пешеходных переходах, часто используемых людьми с нарушениями зрения на маршрутах между транспортными средствами и зданиями, такими как больницы, школы для слабовидящих, общественные центры, крупные торговые центры, административные здания и так далее.
После принятия в Японии закона «о содействии исследованиям и разработкам и продвижению оборудования для социального обеспечения» в 1993 году «блокам Брайля» было дано название «Блоки навигации для слабовидящих». Название «блок Брайля» не является зарегистрированным товарным знаком.
С 1994 года японское законодательство требует, чтобы здания площадью более 2000 м² устанавливали и обслуживали тактильные покрытия рядом с лестницами, пандусами, эскалаторами и основными проходами. Школы, больницы, театры, арены, общественные центры, выставочные залы, универмаги, отели, офисы, многоквартирные дома или дома престарелых площадью менее 2000 м² должны затрачивать разумные усилия на установку и обслуживание тактильного покрытия внутри здания, но его установка не обязательна. Первоначальный закон был заменен другим законом в 2006 году.
Также по закону на всех транзитных объектах в Японии должны быть установлены линейные направляющие блоки тактильного покрытия, соединяющие путь от общественного входа до зоны посадки. Все лестницы, эскалаторы и пандусы должны быть помечены точечными предупреждающими блоками тактильного покрытия. В Японии на всех железнодорожных станциях установлено тактильное покрытие. Платформа железнодорожной станции в аэропорту освобождается от установки тактильного покрытия, если на ней установлены перила и выполнены другие технические требования. Зоны посадки для пассажирских паромов также освобождаются, если зона подвергается воздействию волн. В Японии практически повсеместно в городах, посёлках и селах, для помощи ориентации в пространстве людям, страдающим нарушением зрения, установлено тактильное покрытие в административных, общественных и коммерческих зданиях и на улице вокруг них, на тротуарах вдоль проезжих частей, на пешеходных переходах, лестницах, эскалаторах, пандусах, остановках общественного транспорта, платформах железнодорожных станций и так далее.
Цвет «блоком Брайля» в Японии чаще всего желтый. В прошлом использовался часто серый цвет, но для того, чтобы людям со слабым зрением было легче найти тактильное покрытие, стал использоваться жёлтый. Однако, когда линейно направляющие блоки устанавливаются на пешеходных переходах, они окрашиваются в цвета дорожной разметки.
Раньше на железнодорожных станциях в Японии линия безопасности обозначающая край платформы была белого цвета, но теперь с внутренней стороны от края платформы впритык к белой линии устанавливаются система точечных предупреждающих блоков. Начиная с 2000-х годов, для помощи людям с нарушениями зрения в определении с какой стороны от системы точечных предупреждающих блоков они находятся, с внутренней безопасной стороны или внешней у самого края платформы, с внутренней стороны платформы к точечным предупреждающим блокам устанавливается впритык система линейных направляющих блоков с одним рядом планок с плоским верхом. Данный подвид системы линейных направляющих блоков называется «внутренним предупреждающим блоком о крае платформы железнодорожной станции», и он был включен в новую версию Японского промышленного стандарта (JIS T 9251) в 2014 году.

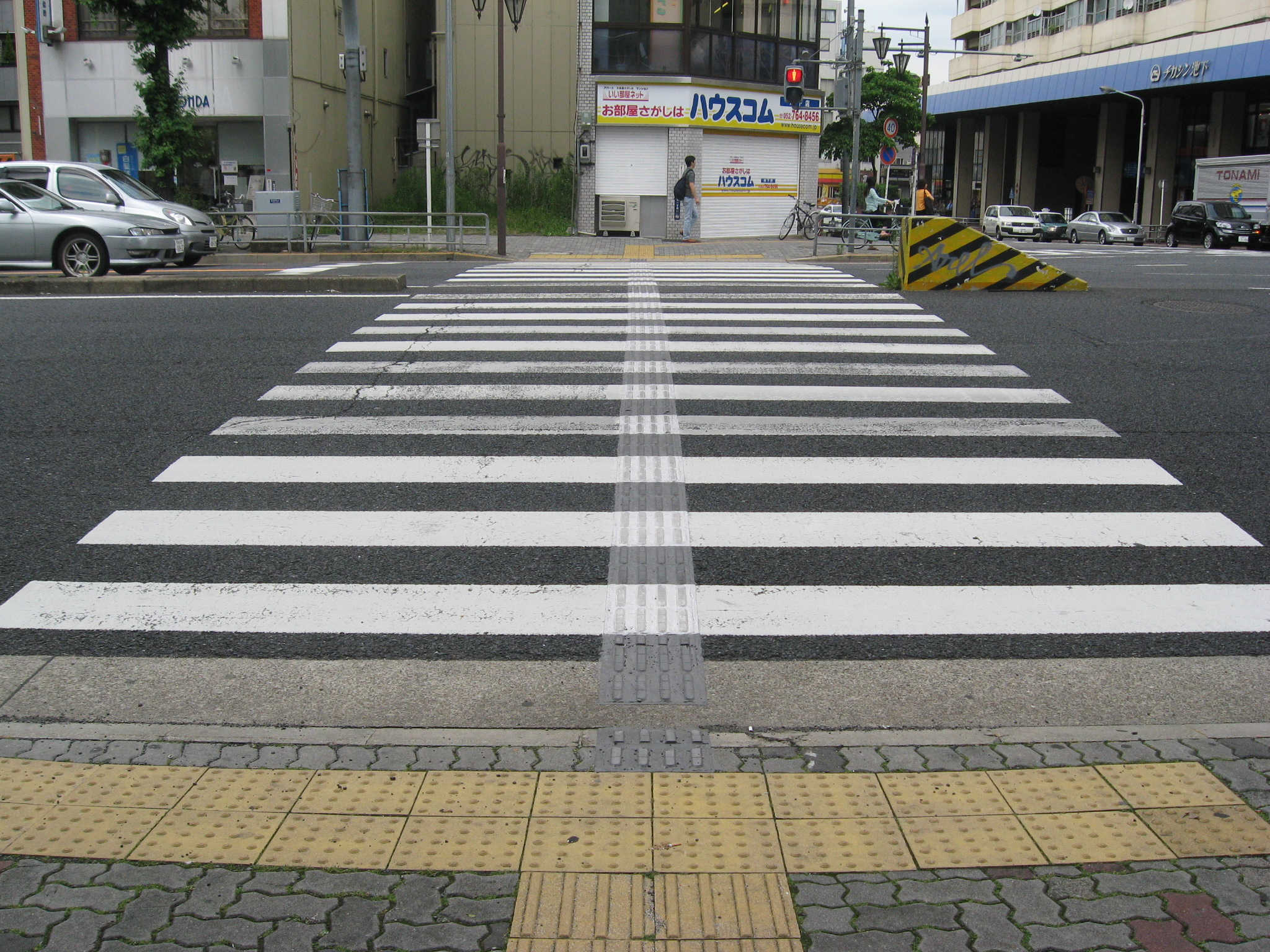
Низкопрофильные линейные направляющие блоки установленные на оживленных пешеходных переходах в Японии.
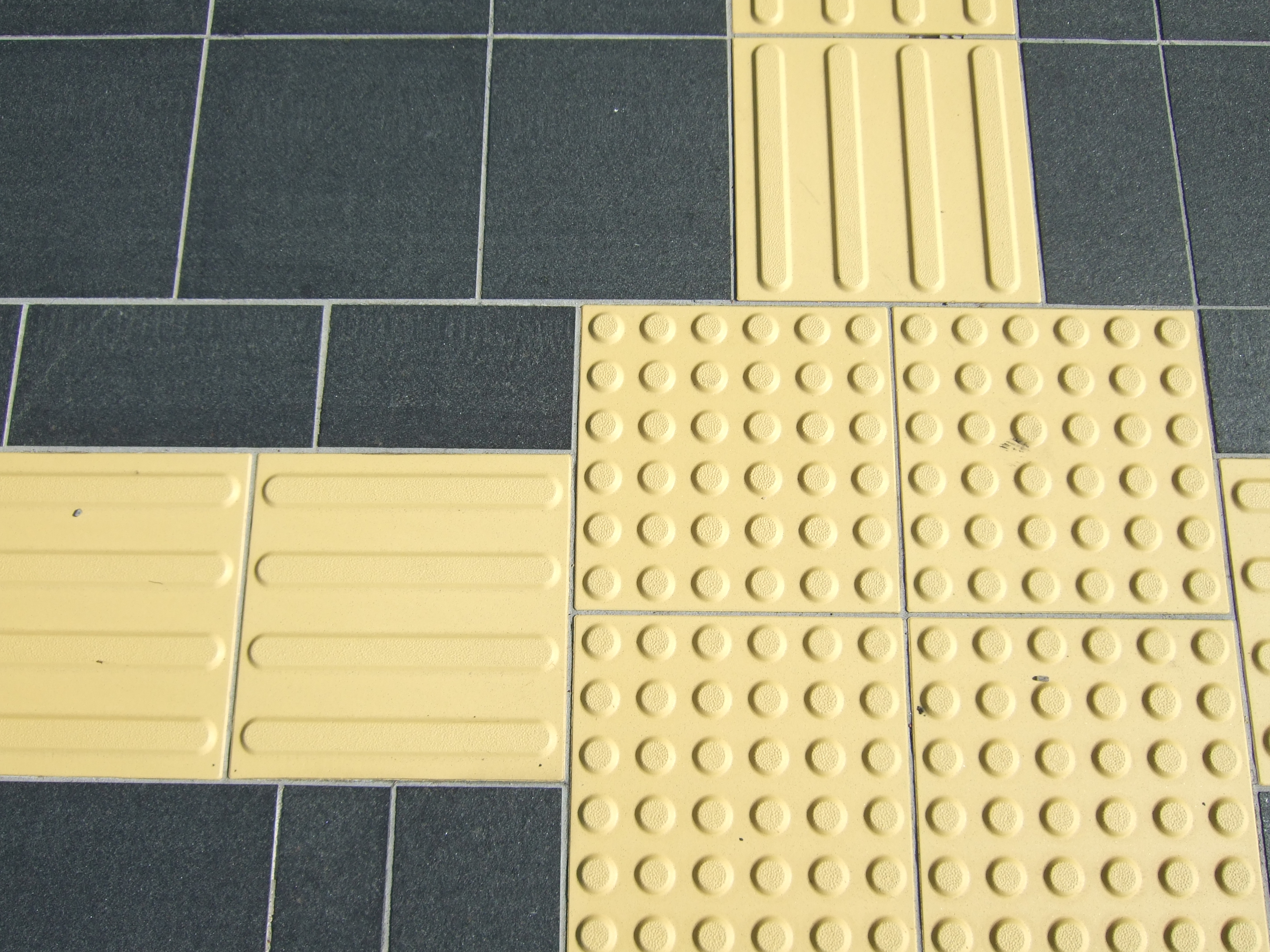
JIS современное стандартное тактильное покрытие в Японии.
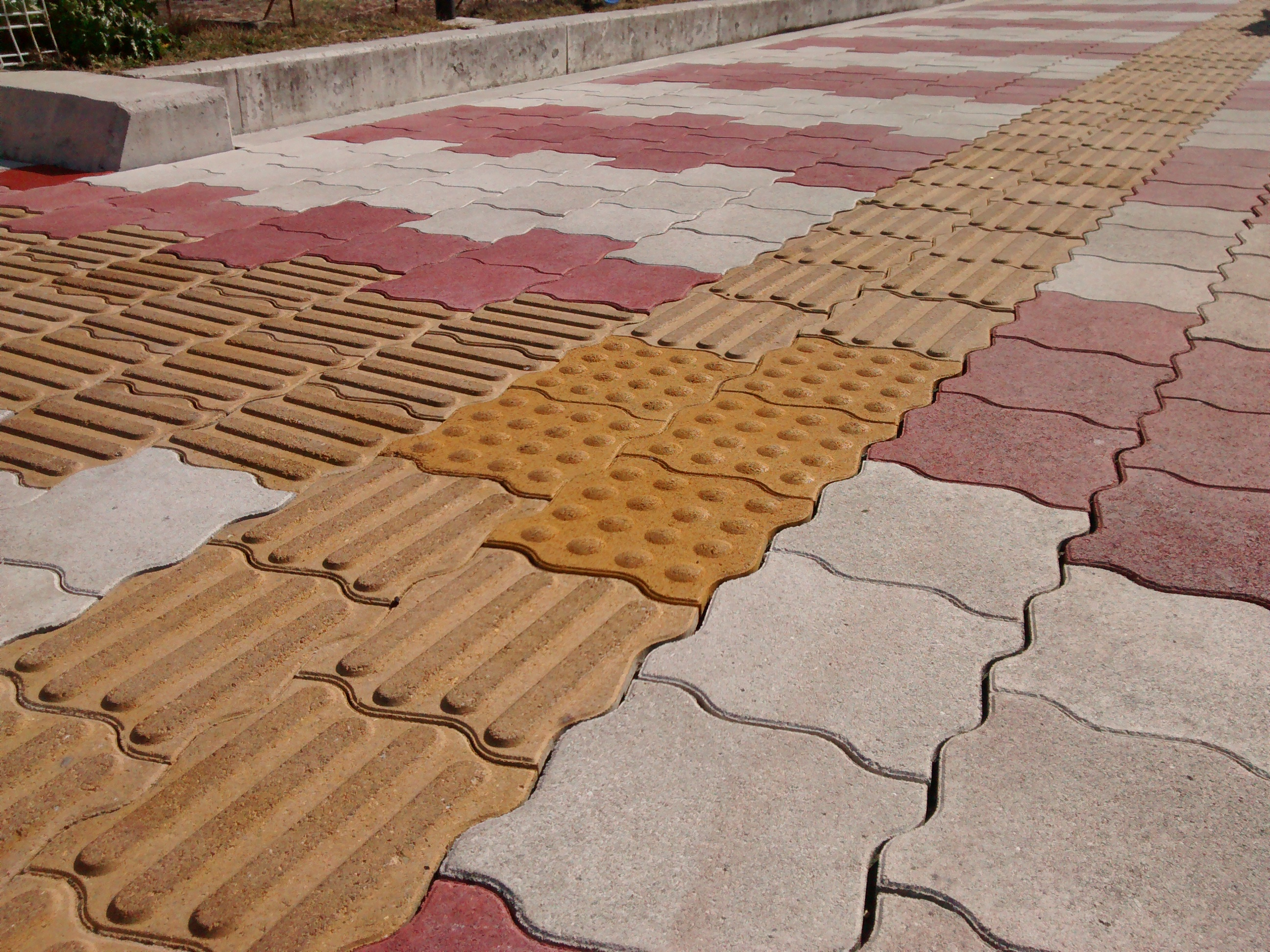
Старое тактильное покрытие, не соответствующее современному стандарту JIS.
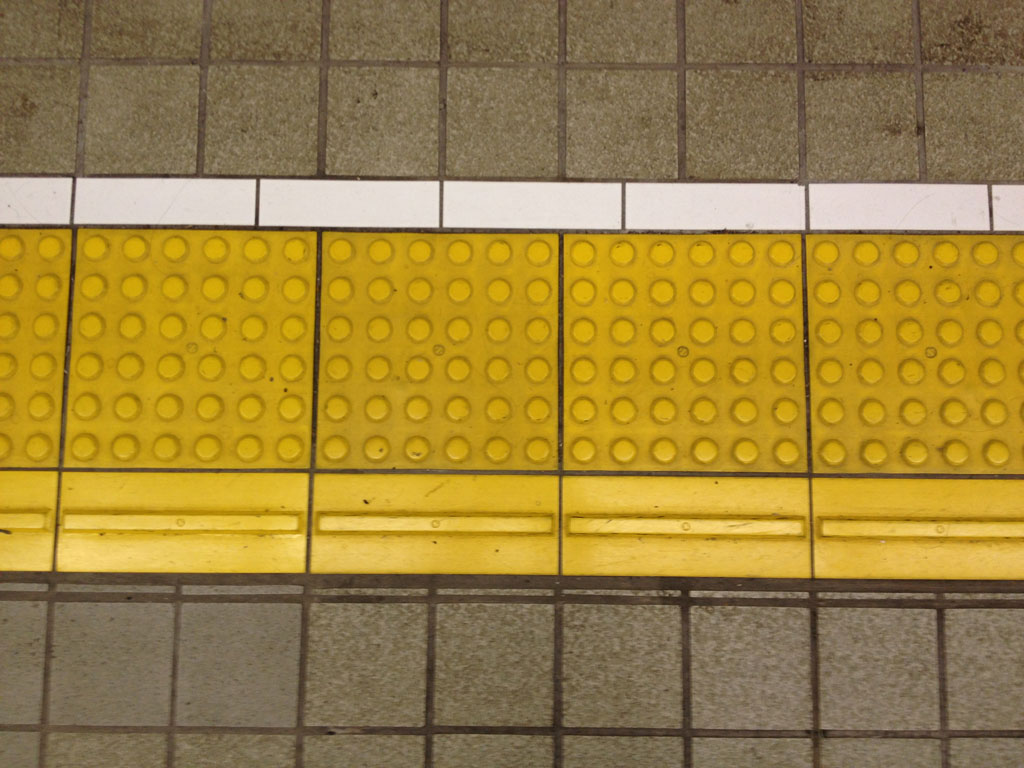
Тактильные покрытия установлены на платформе японской железнодорожной станции. Линейные направляющие блоки с выступающей одной полосой, в нижней части изображения указывают на границу безопасной «внутренней» стороны платформы противоположной от стороны где расположены рельсовые пути.
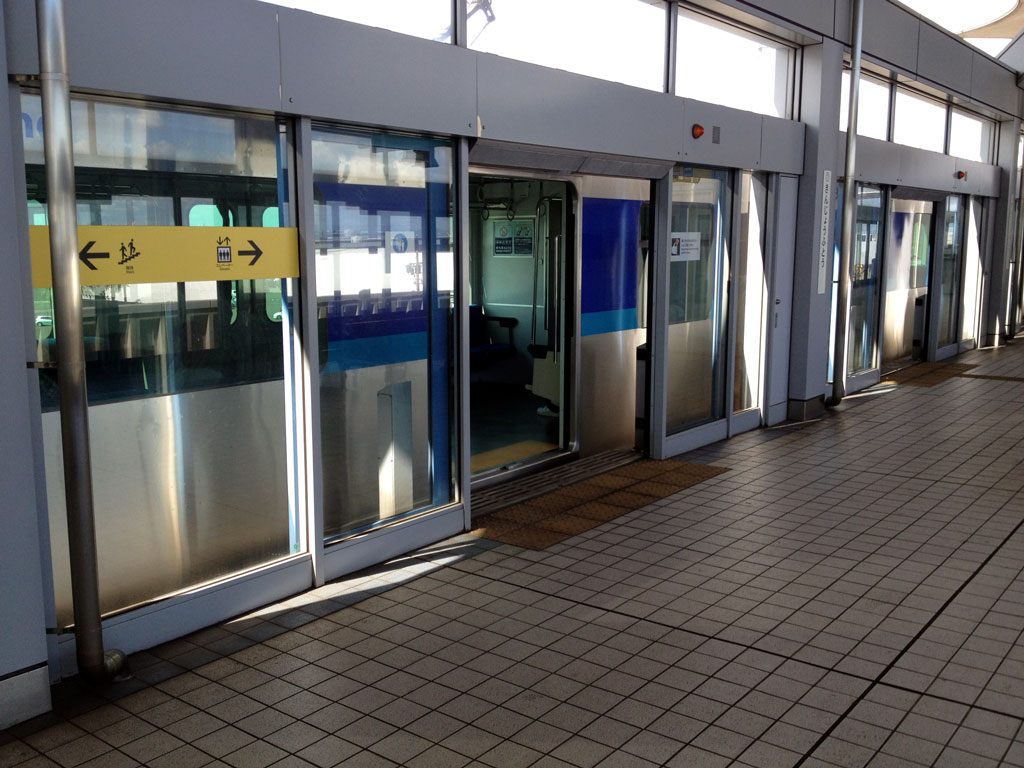
Тактильные покрытие в сочетании с платформенными раздвижными дверьми.
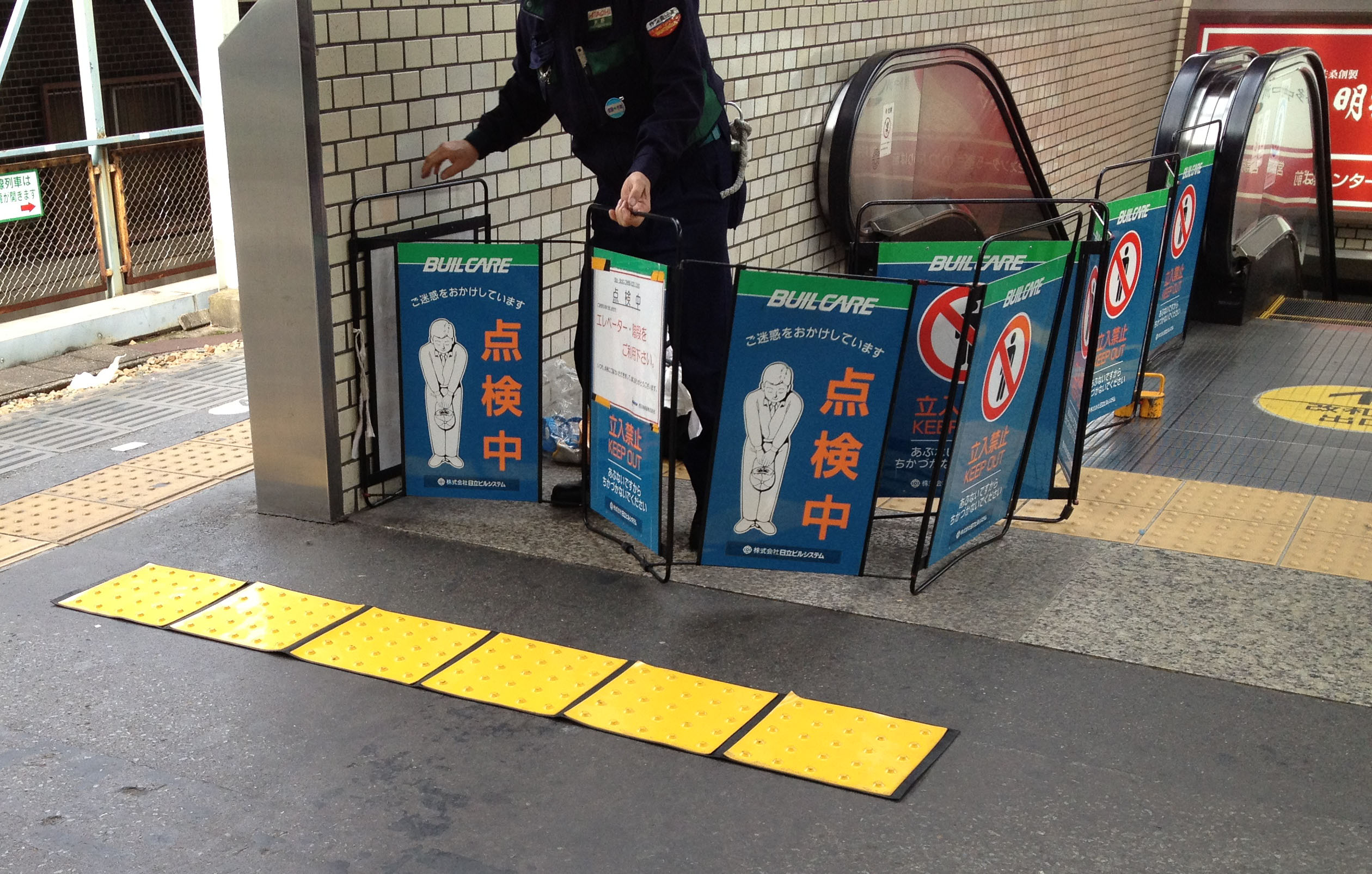
Переносные «блоки Брайля», используются для перекрытия доступа к эскалатору при техническом обслуживании.
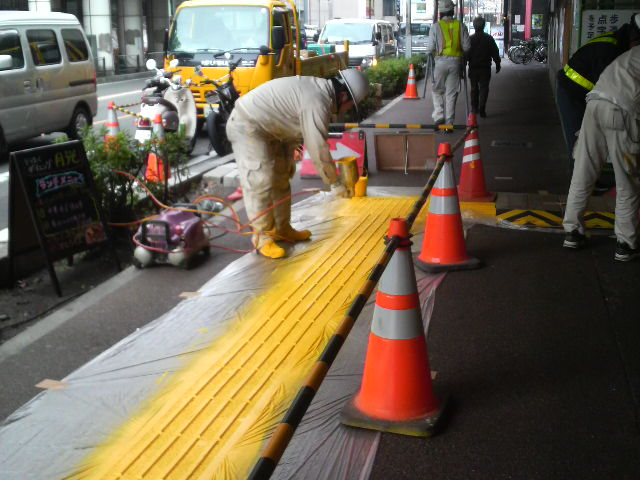
Укладка тактильного покрытия на тротуаре.
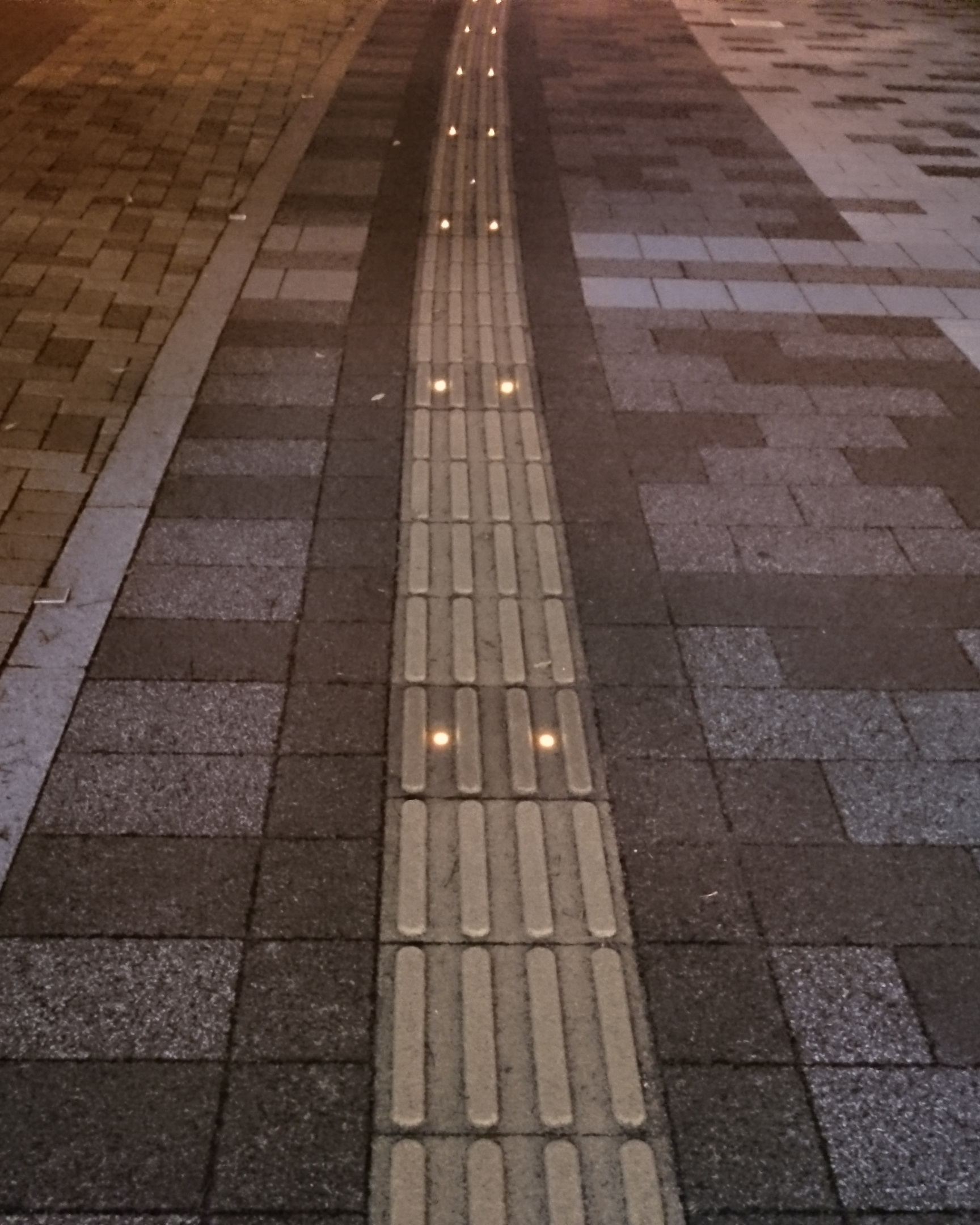
Тактильное покрытие с установленными светодиодами для людей страдающих нарушением зрения.
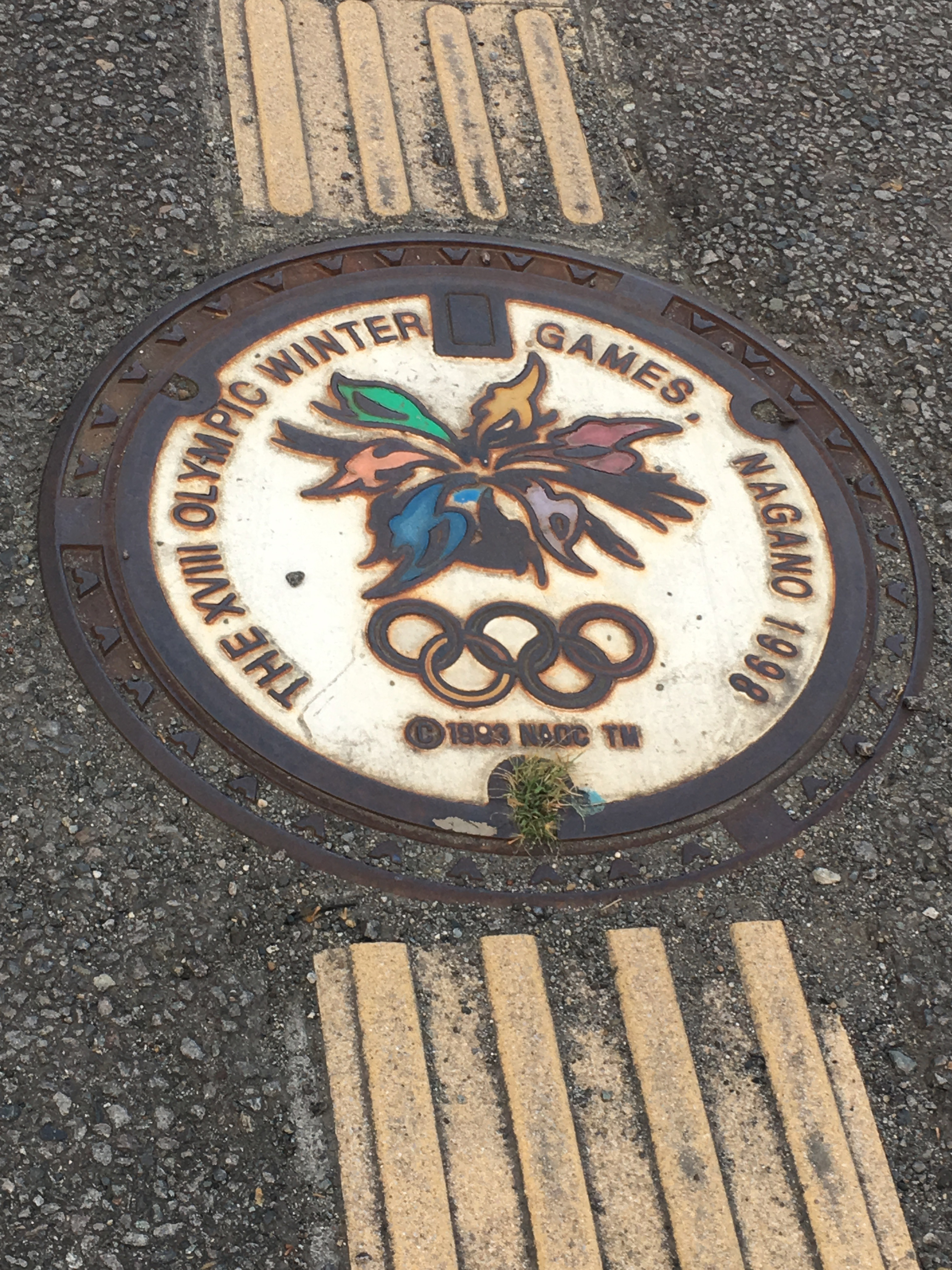
Тактильное покрытие идущее до и после стилизованной крышки люка во время Зимних Олимпийских игр 1998 года в Нагано.
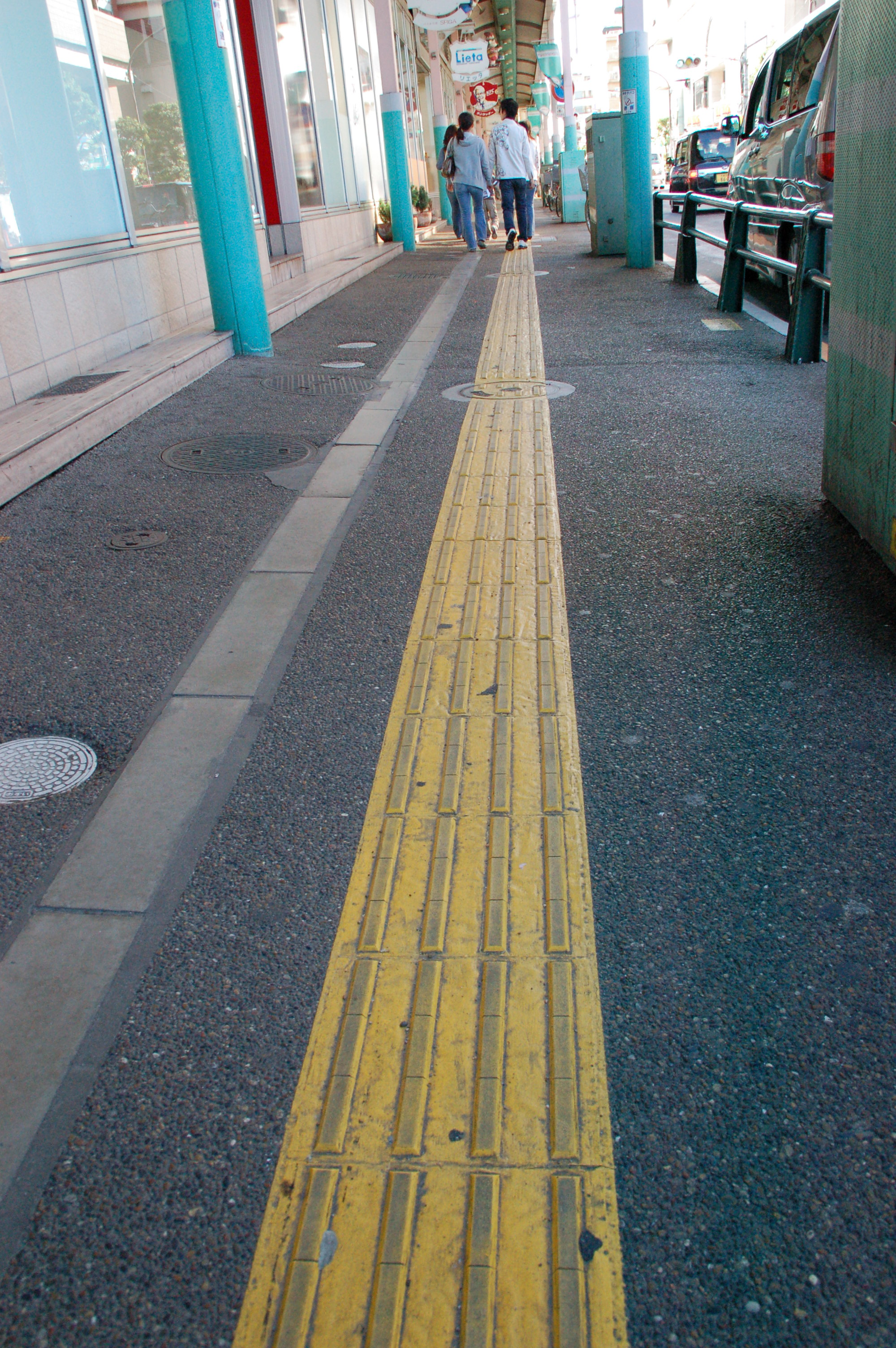
Линейные направляющие блоки установленные на тротуаре вдоль проезжей части в Токио.
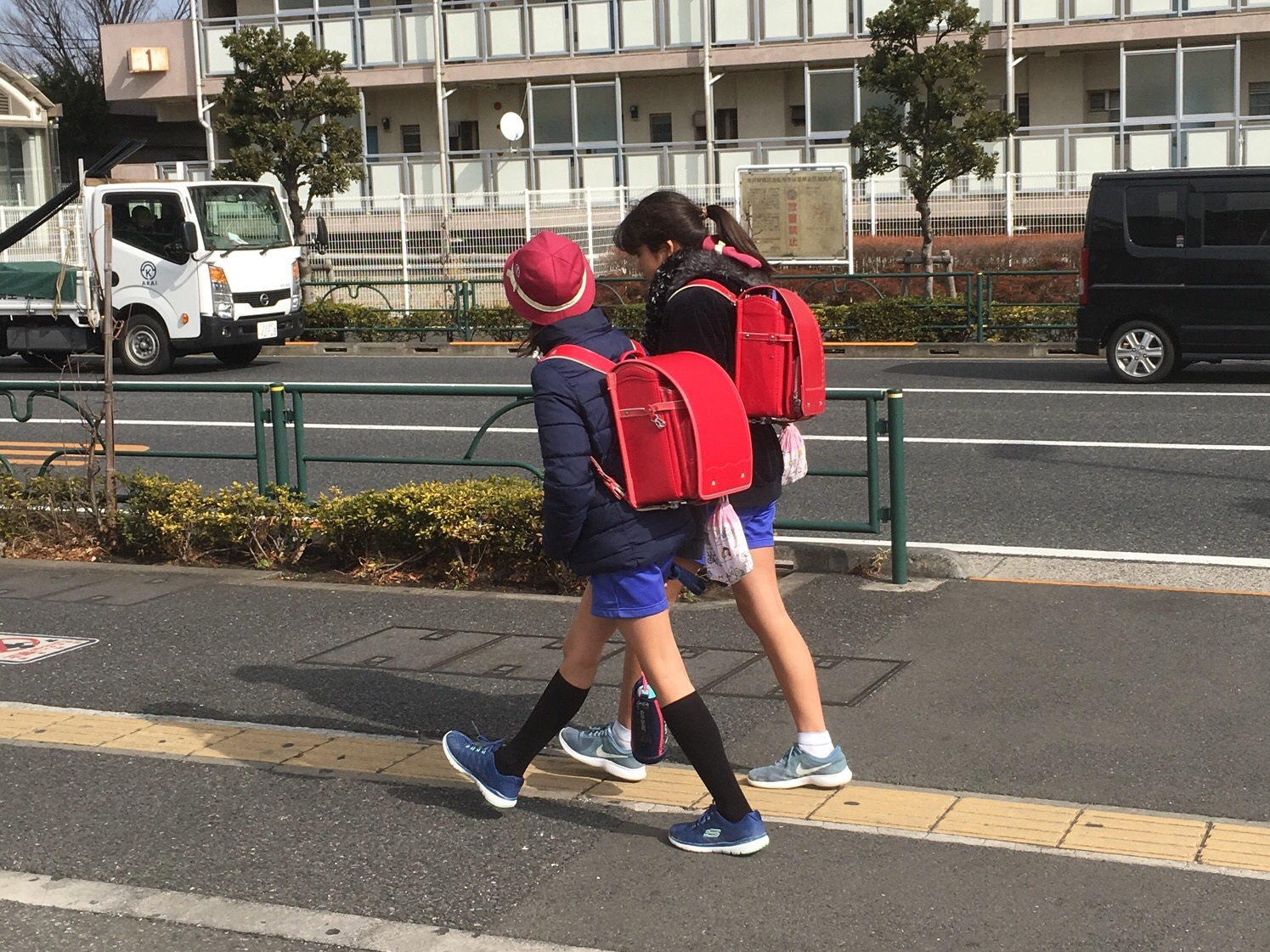
Линейные направляющие блоки установленные на тротуаре вдоль проезжей части.
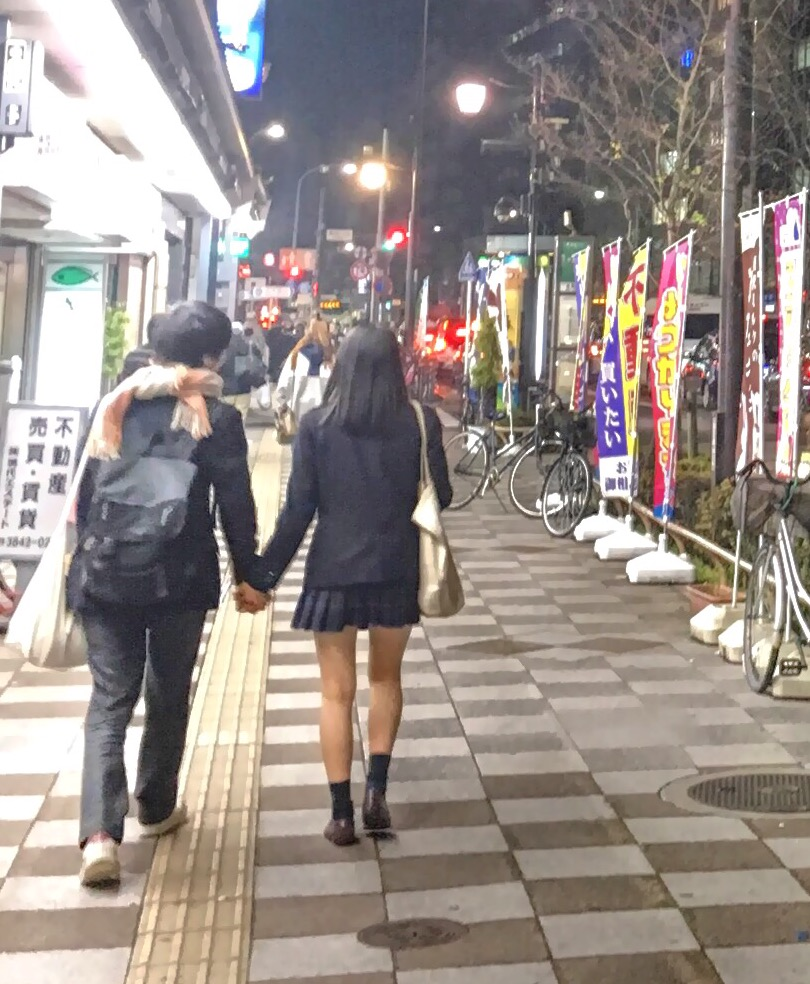
Линейные направляющие блоки установленные на тротуаре вдоль проезжей части.
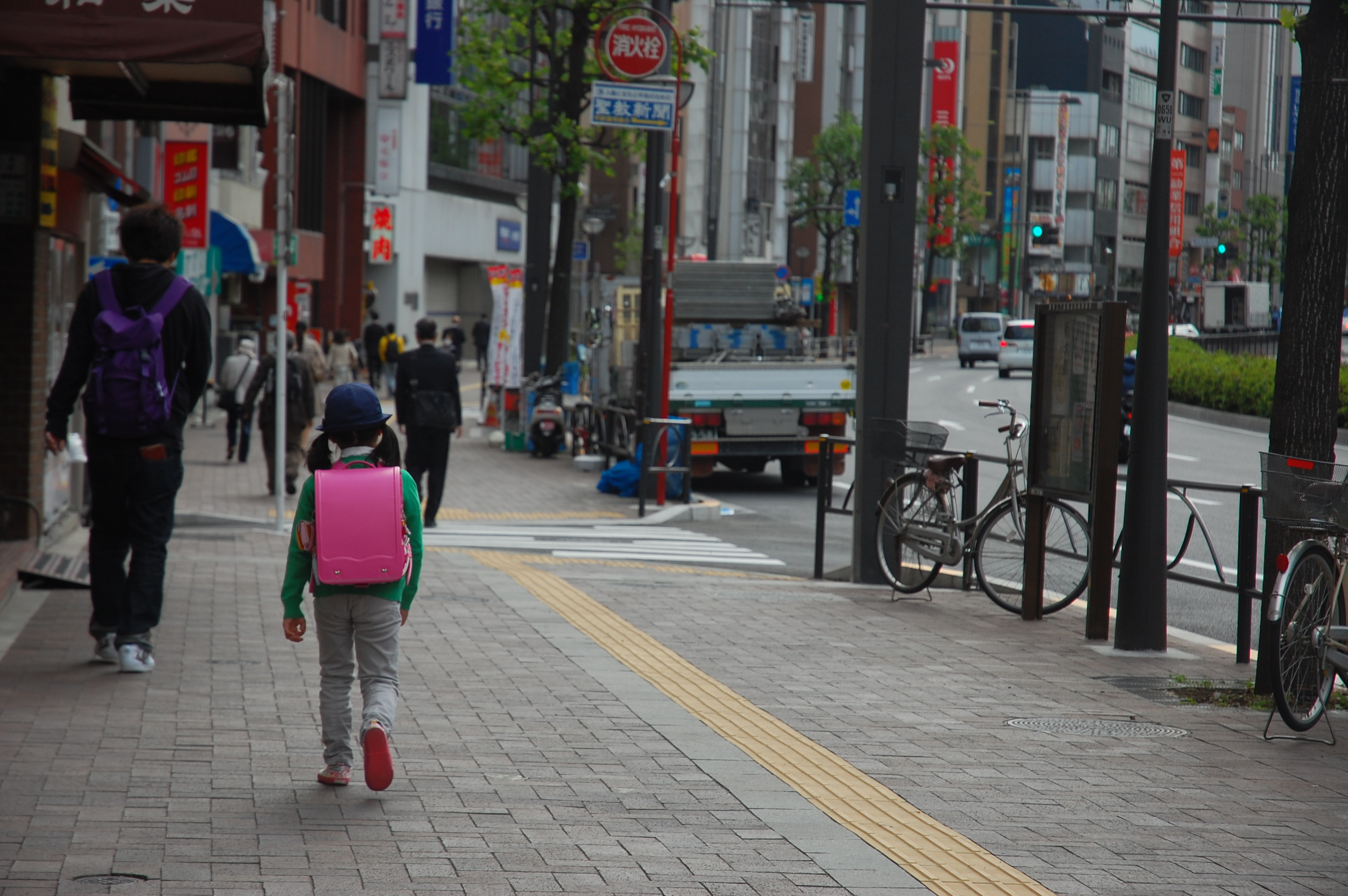
Тактильное покрытие на тротуаре в Токио, район Синдзюку.
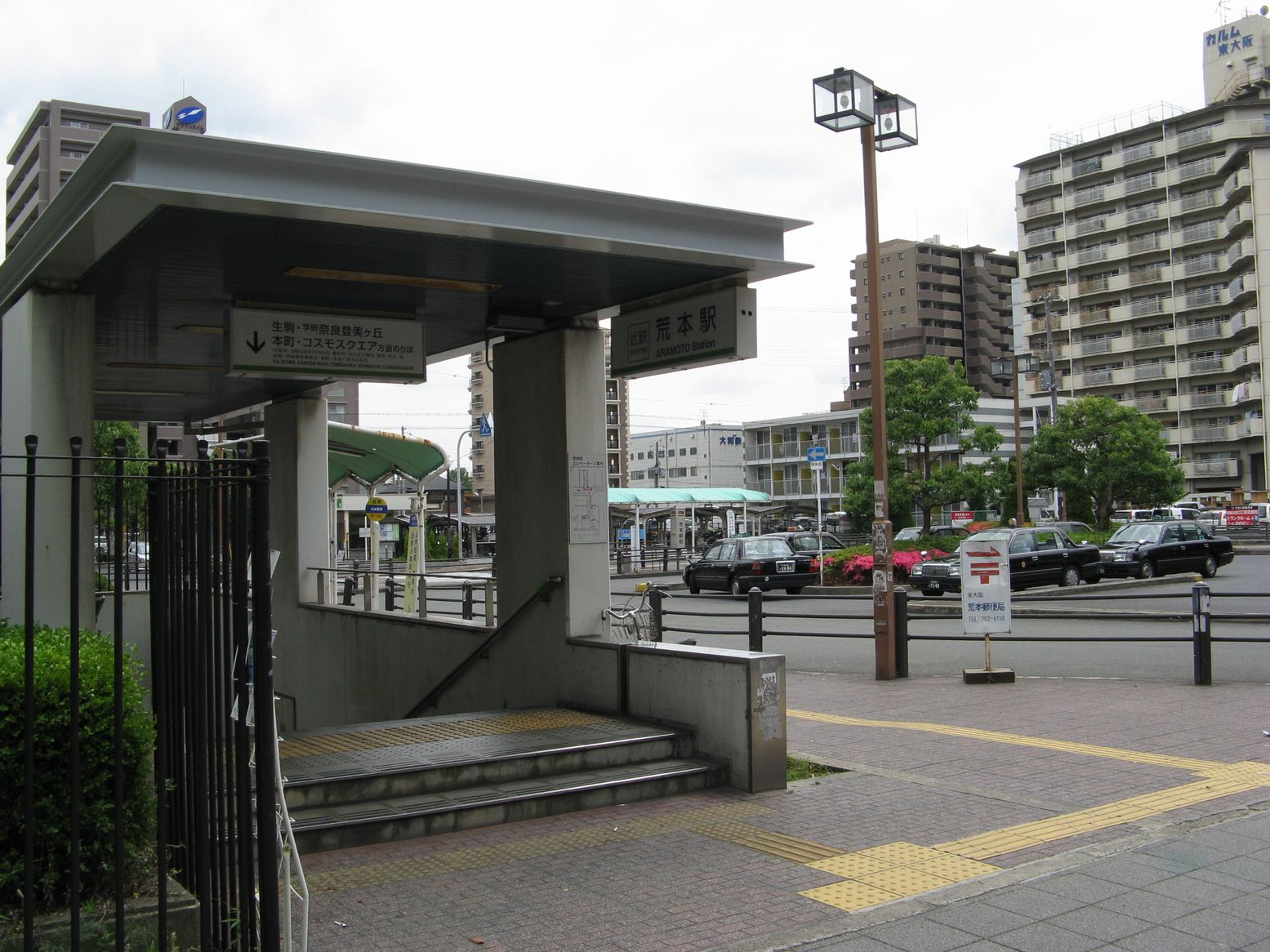
Тактильное покрытие на тротуаре возле железнодорожной станции Арамото в городе Хигасиосака.
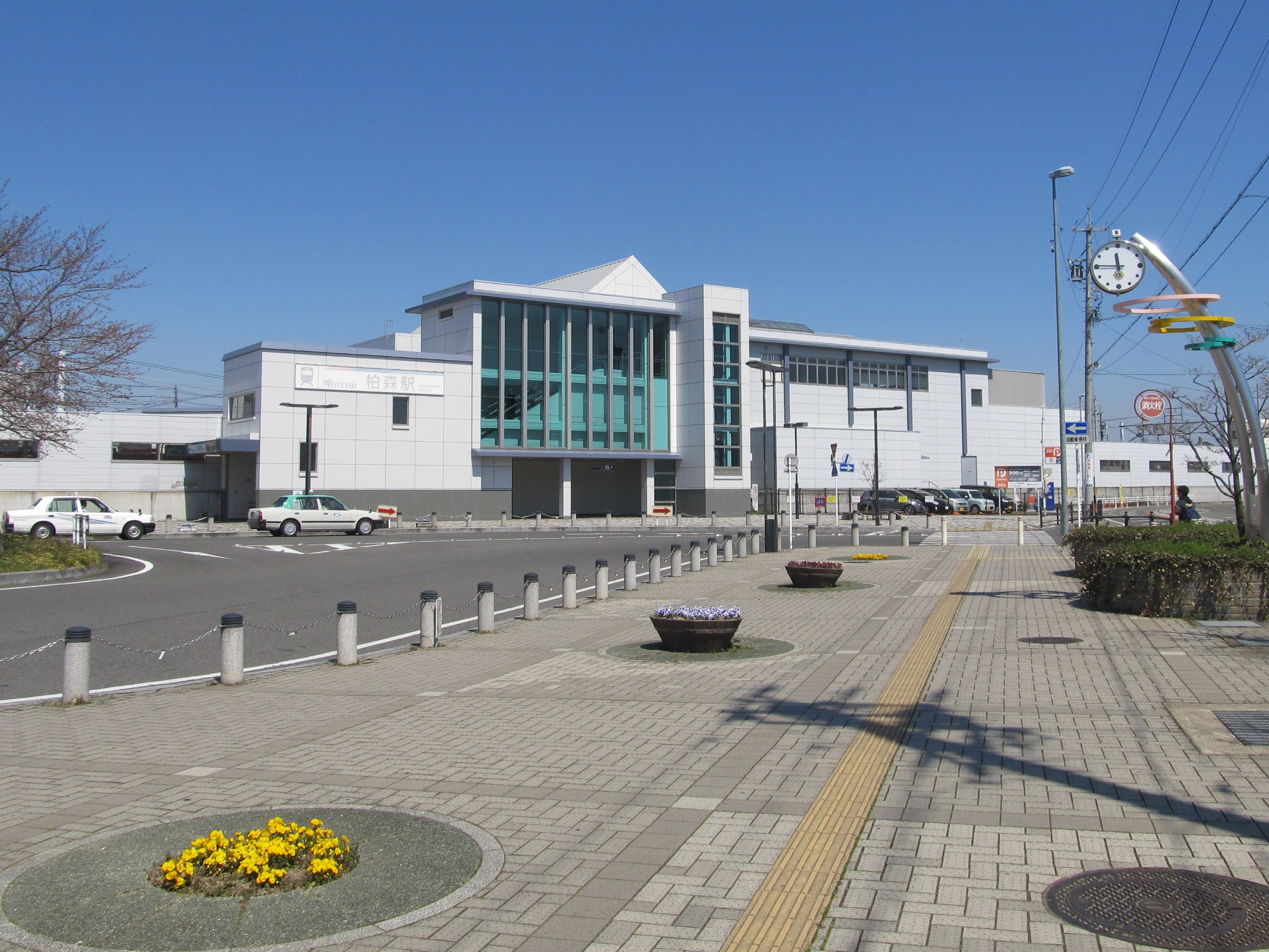
Тактильное покрытие на тротуаре возле железнодорожной станции Касивамори в посёлке Фусо.
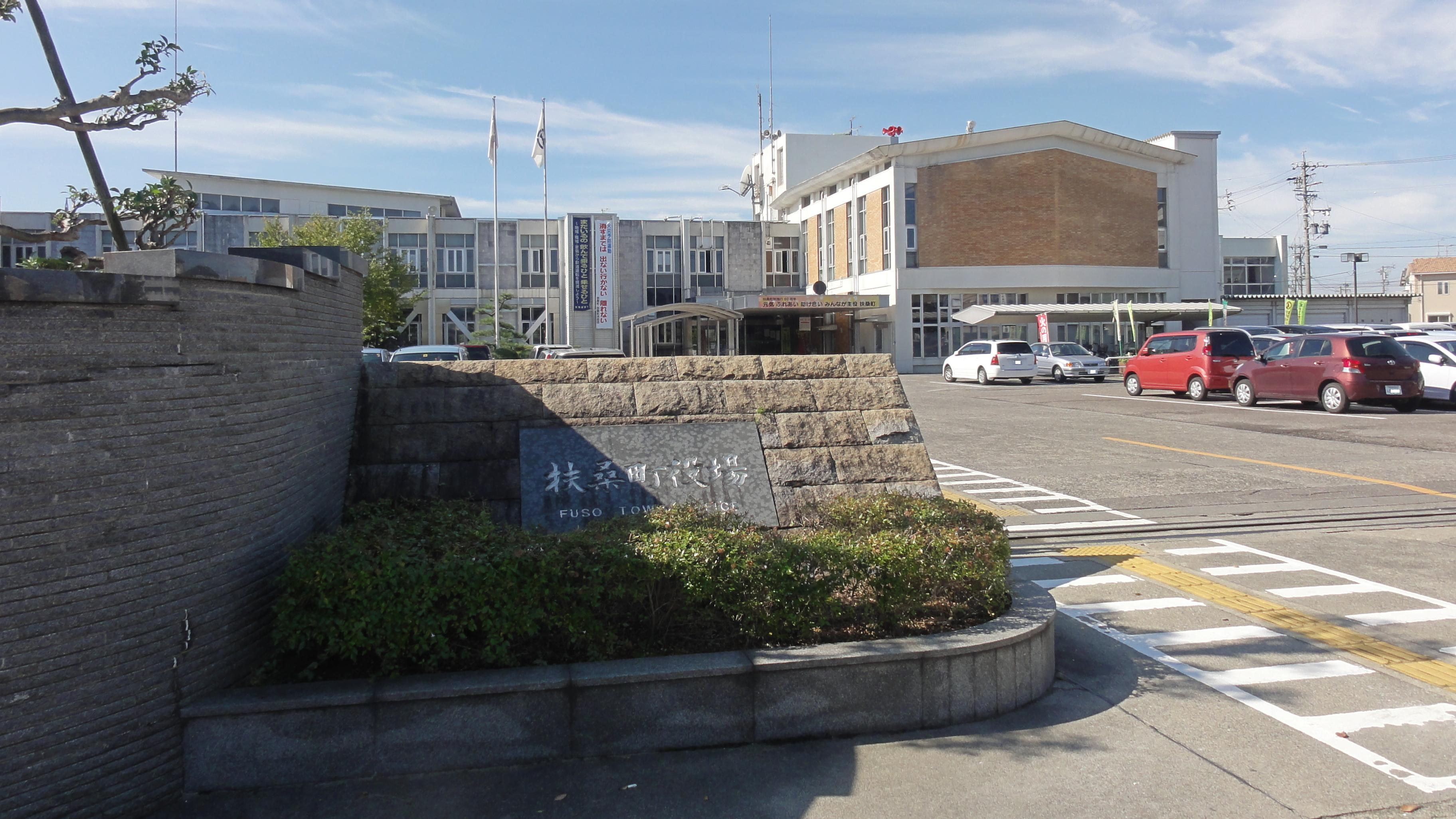
Тактильное покрытие возле мэрии посёлка Фусо.
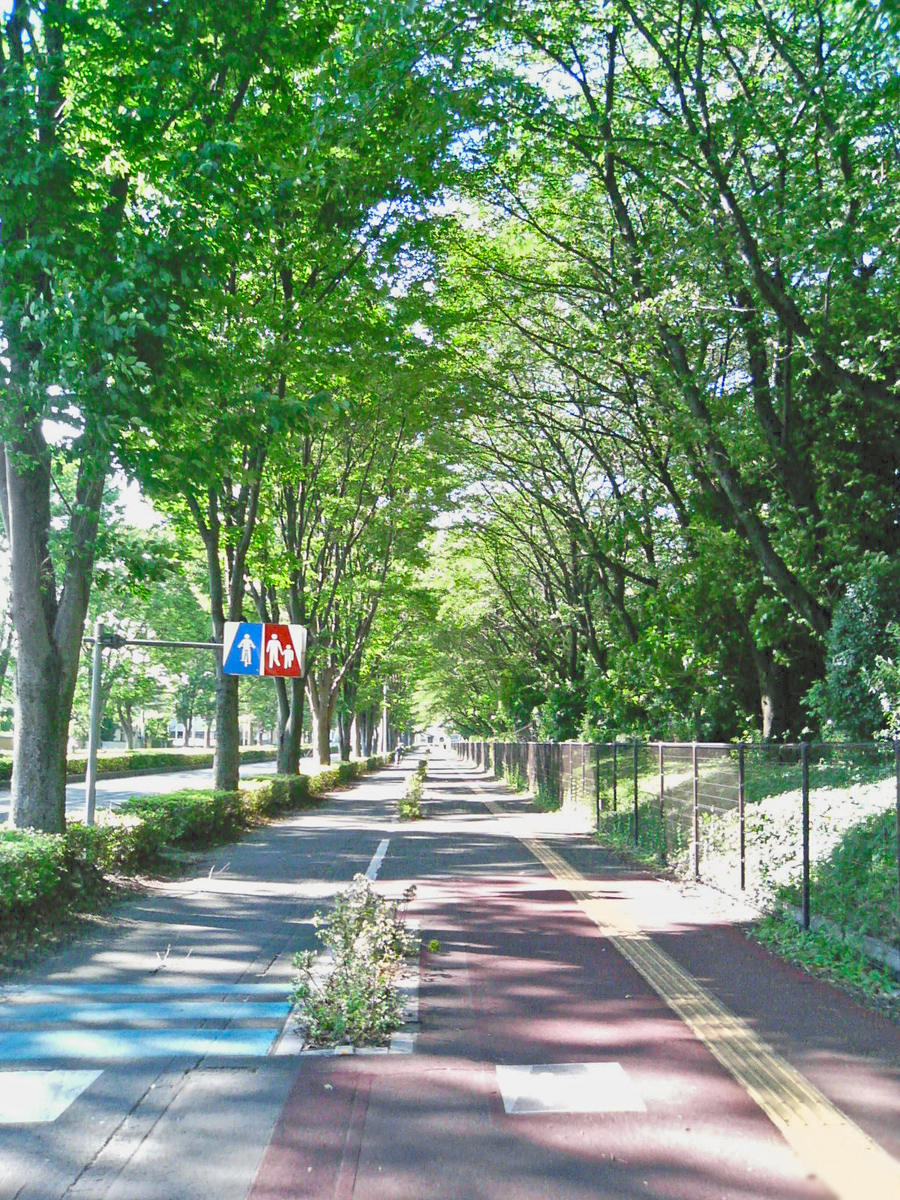
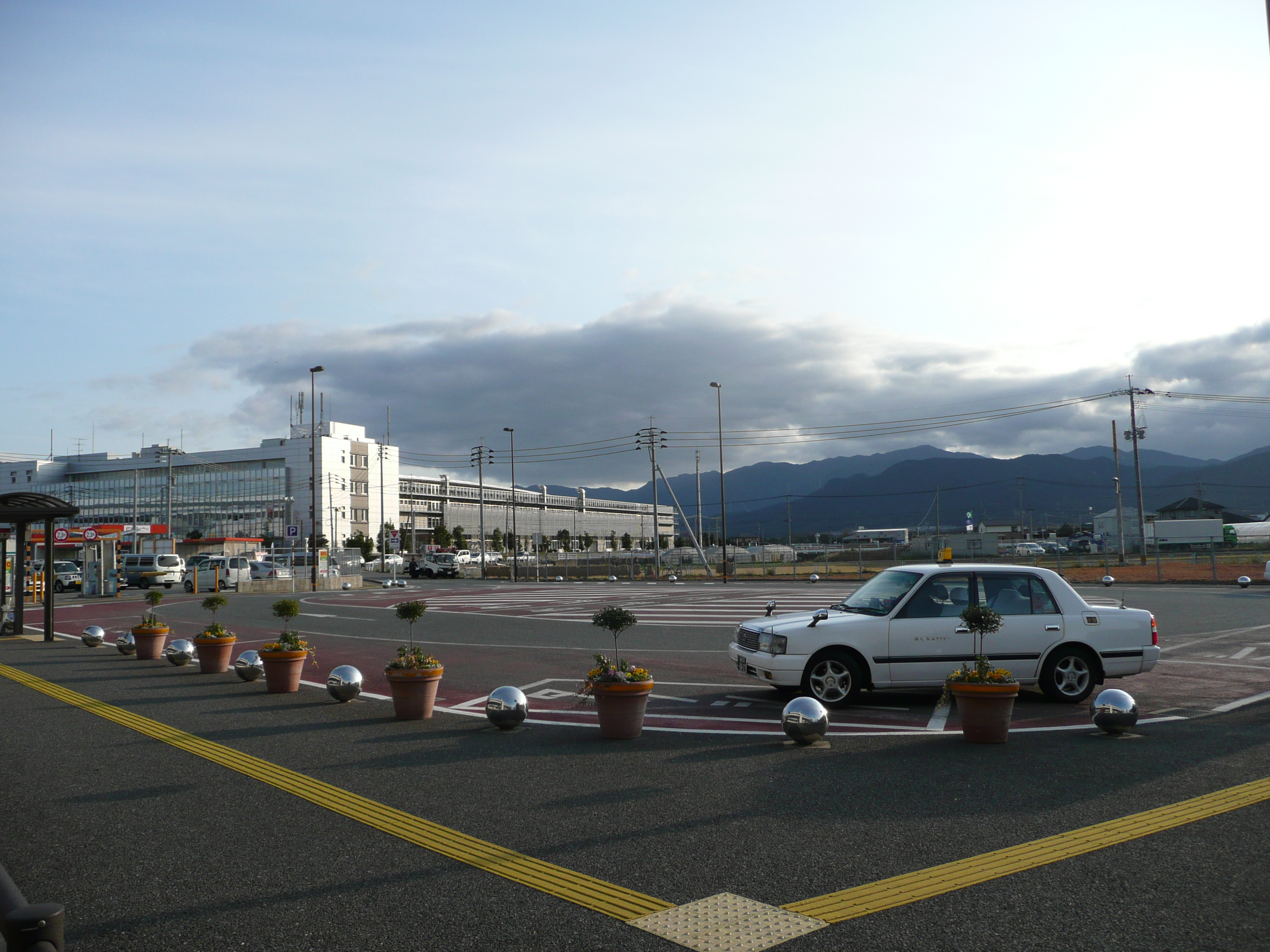

## Россия

Тактильные линии на полу железнодорожной станции в Москве, постройка 2023 года

Согласно, принятой с 2011 года программе "Доступная среда", на улицах и в общественных местах предусматривается создание комфортных условий для лиц с ограниченными возможностями здоровья. Основным ориентиром в пространстве для незрячих людей являются наземные тактильные указатели, требования к которым изложены в ГОСТ Р 52875-2018 Указатели тактильные наземные для инвалидов по зрению. Технические требования .  В качестве таких указателей могут использоваться тактильные плитки из бетона, керамики, натурального или искусственного камня, полимеров (ПВХ, полиуретан). Также коммуникационные пути могут быть размечены отдельными тактильными элементами - тактильные индикаторы.

## Стандарты
- Российская Федерация ГОСТ Р 52875-2018 Указатели тактильные наземные для инвалидов по зрению. Технические требования
- ISO/FDIS 23599,Assistive products for blind and vision-impaired persons—Tactile walking surface indicators.
- CEN/TS 15209, Tactile paving surface indicators produced from concrete, clay and stone
- Internal measures are not harmonized with the technical standards
- Австралия / Новая Зеландия AS/NZS 1428.4:2002 Design for access and mobility — Tactile indicators
- Германия DIN 32984: 2018-06 Bodenindikatoren im öffentlichen Raum (Entwurf)
- Новая Зеландия NZTA RTS14 Guidelines for facilities for blind and vision impaired pedestrians
- Польша Wytyczne architektoniczne dla kolejowych obiektów obsługi podróżnych Ipi- 1. Polskie Linie Kolejowe S.A (Architectural guidelines for rail passenger service facilities Ipi- 1. Polish Railway Lines S.A.)
- Великобритания BS 7997:2003 Products for tactile paving surface indicators. Specification
- Япония JIS T 9251:2001 Dimensions and patterns of raised of parts of tactile ground surface indicators for blind persons

## Критика
Были выдвинуты аргументы в пользу того, что деньги, потраченные на установку тактильного покрытия, могли бы быть потрачены на другие улучшения, которые на самом деле требуются для людей с нарушениями зрения, такие как более быстрый ремонт сломанного покрытия. Также предлагалось уделять внимание балансировке потребности пешеходов с нарушениями зрения и пешеходов с ограниченными физическими возможностями, таких как пользователи инвалидных колясок.
Есть риск застревания в тактильном покрытии инвалидных колясок, есть риск споткнуться о тактильное покрытие, так же во время дождя или низких температур на улице «блоки Брайля» становиться скользкими. Если в зависимости от цвета «блоки Брайля» сливаются по цвету с окружающей средой, то людям со слабым зрением может быть трудно распознать тактильное покрытие.

## В культуре и искусстве
В 2010 году Ассоциация инвалидов по зрению префектуры Окаяма сделала 18 марта днём «блока Тэндзи». Памятник месту рождения «блока Тэндзи» был открыт на перекрестке Хародзимы в районе Нака с песней-темой «Shiawase no kiiroi michi» (Желтая дорога счастья).
18 марта 2019 года Google Doodle удостоил чести создателя тактильного покрытия Миякэ Сэйити, создав короткую анимацию человека с белой тростью, которая перемещалась по тактильному покрытию.
В декабре 2019 года в Киеве неподалёку от станции метро «Дарница» установили металлическую статую, символически изображающую незрячего человека, который идёт по «блоками Брайля» с закрытыми глазами, нащупывая путь тростью. Шрифтом Брайля на груди изваяния запечатлён призыв: «Смотри сердцем».